# 将軍家光の乱心 激突
『将軍家光の乱心 激突』（しょうぐんいえみつのらんしん げきとつ、幕府風雲 激突、Shogun's Shadow ）は、1989年の日本映画。主演：緒形拳、監督：降旗康男、アクション監督：千葉真一。製作 ： 東映、カラー・ワイド・ビスタ・サイズ、111分。第39回ベルリン国際映画祭招待作品。

## 概要
東映が久々に放った大型集団時代劇。「ザ・痛快・時代劇」「命がけだからおもしれぇ」をテーマにし、アクション・サスペンスを盛り込み、異なる戦闘・戦術のプロフェッショナルである7人の浪人が、徳川幕府から放たれた剣豪・大軍と壮絶な死闘を展開する作品。映画の最も面白い要素の一つ、ある者を巡って繰り広げられる攻防に、浪人たちの奇抜な戦闘・戦術が描かれている。
アクション監督の千葉真一は幾重にも立ち塞がる強敵を倒し、様々な危険を突破していく冒険活劇を時代劇で製作したかったため、戦いと冒険がストーリーの中心になっている。

## ストーリー
三代将軍・徳川家光の後継者である竹千代は、乳母の矢島局と共に渓谷の湯屋で保養していたが、老中阿部重次の命を受けた伊庭庄左衛門が指揮する根来忍者集団に襲撃される。そこに家光の傅役・堀田正盛が雇った石河刑部（いごう ぎょうぶ）とその配下である多賀谷六兵衛・砥部左平次・祖父江伊織・郡伝右衛門・土門源三郎・猪子甚五右衛門らが現れ、刺客たちを蹴散らした。竹千代と矢島局は刑部たちに無事救出され、堀田家に保護される。竹千代を討ち漏らした阿部は堀田家を訪れ、「5日後に竹千代の元服式を行うので、江戸城に来るように」という家光の命令を伝えたが、この会合で阿部はかつて家来の物頭（ものがしら）であった刑部と再会。阿部は自らの立身のために刑部の妻だった妹を家光の側室・お万の方として差し出し、無理矢理離縁させていた。竹千代を警護する用心棒の刑部とその暗殺を企む阿部。両者の因縁は断ち切れないものになった。
翌朝、正盛は罠と知りつつ竹千代を伴い江戸に向かうが、その晩に伊庭軍団に襲撃され殺害される。しかし、正盛の一行は伊庭を欺くための囮であり、竹千代は石河たちと共に山中を江戸に向かっていた。伊庭は山中を捜索するが、矢島が竹千代を温めようと火を起こしたため煙で居場所が発覚し、竹千代・矢島・正盛の嫡男で警護していた堀田正俊が捕まり鉱山に監禁されてしまう。刑部ら7人は鉱山に侵入して竹千代ら3人を救出し、伊庭のアジトである鉱山を爆破。伊庭は古河藩にも協力させ、その藩兵を動員した山狩りを行う。
激流の河に飛び込み渡り、滝を登り、渓谷に縄を掛けて伊庭軍団の追撃から幾度となく逃れるが、源三郎が「貰った金の分は十分の仕事をしたから、手を引くべき」と刑部へ訴えるほど、この山狩りで絶体絶命となる。山中にいたある晩、煌々と照らす敵の軍勢を見た竹千代は「余の命を狙うのは父上」と悟る。矢島は命を狙われる理由が、精神に異常をきたしていた家光が「竹千代は自分に似ていないから」という理由で阿部に暗殺を命じたことを刑部らにその事情を語る。矢島は竹千代が世継ぎにならなくてもいいと考え、竹千代と共に将軍家を去ろうとするが、竹千代は父・家光と対決することを決意した。刑部らは理不尽な理由で竹千代を殺そうとする家光への怒りと、それに立ち向かう竹千代に意気を感じ、竹千代の警護を最後まで請け負うことを誓い、江戸城へ向かう。
馬を奪った刑部たちは一気に江戸へ向かおうとするが、伊庭軍団の追撃により仲間は次々に討たれていく。生き残った竹千代・矢島・正俊と刑部・六兵衛・伝右衛門の6人は寂れた宿場町に追い詰められた。竹千代を引き渡すように求める伊庭に対し、刑部は一騎打ちを申し込む。斬り合いの末に刑部は伊庭に勝つが、軍団は躊躇なく突入してきた。伝右衛門は隠れていた油屋にあった油樽に点火。火は次々燃えうつり、宿場町を火の海となった。混乱に乗じて江戸城へ向かおうとするが、銃撃された刑部は落馬。竹千代は刑部を助けようとするが、刑部は頭に巻いていたえんじ色の紐を竹千代へ投げ、「走れ……走れっ ! ただ真っ直ぐに、走れっ !!」と叱咤し、竹千代・矢島・正俊に江戸城へ帰還するよう促す。周囲には圧倒的な人数で武装した軍団がいる中、刑部は両手に刀を持ち単身、飛び込んでいった。
竹千代は江戸城へ到着するが、それを聞いた家光は激怒し、阿部に暗殺するように命じる。しかし阿部は「城内での暗殺は大名たちに隠し切れない」と拒否し、家光はお万の方に暗殺を命じる。お万は竹千代を毒殺しようとするが、矢島が遮る。お万は矢島の持つ仕込み小刀を見て、それが夫だった刑部の物と気付き、毒殺を止めて竹千代を家光に引き合わせる。乱心した家光は竹千代を斬り捨てようとするが、竹千代を守ろうと身を乗り出した矢島が斬られるも、最期の力を振り絞りながら仕込み小刀で家光を刺し、矢島は力尽きる。そして、小刀の刃先に塗られた毒が身体に回った家光は苦しみ悶える。裏切りをなじる家光に対し、お万は「愛する者を、幸せを奪ったお前に何がわかる！」と積年の恨みをぶつけ、家光が「お前に惚れたからじゃ……！」と返して力尽きると、お万は家光の死体を前にして狂喜する。事態を知った阿部は「上様は急の病で亡くなられた」と公表し、竹千代が次期将軍に選ばれる。家光の葬儀が執り行われる中、竹千代は家光の位牌に抹香を投げつけ、阿部はその葬儀の最中、全ての責任を負って切腹する。
葬儀後、竹千代は刑部から受け取ったえんじ色の紐を手にしながら、助け支えてくれた7人の武者たちに思いを馳せるのだった。

## キャスト
役名表記
- 緒形拳 - 石河刑部
- 加納みゆき - 矢島局
- 二宮さよ子 - お万の方
- 真矢武 - 堀田正俊
- 織田裕二  - 砥部左平次
- 浅利俊博 - 祖父江伊織
- 荒井紀人 - 郡伝右衛門
- 成瀬正孝 - 土門源三郎
- 丹波哲郎 - 堀田正盛
- 長門裕之 - 多賀谷六兵衛
- 胡堅強 - 猪子甚五右衛門
- 茂山逸平 - 竹千代
- 京本政樹 - 徳川家光
- 松方弘樹 - 阿部重次

- 千葉真一 - 伊庭庄左衛門 ※キャストロールには表記されず、スタッフロールにアクション監督として役名と共にクレジット。

その他
- 福本清三
- 林彰太郎
- 有川正治
- 川浪公次郎
- 宮城幸生
- 笹木俊志
- 木谷邦臣
- 志茂山高也
- 小峰隆司
- 平河正雄
- 司裕介
- 小船秋夫
- 石井洋充
- 入江武俊
- 丘祐子
- 森松豊文
- 久米朗子
- 桃山舞子
- 陳国安（中国）
- 王松平（中国）

ジャパン・アクション・クラブ
- 栗原敏 - 伊庭庄左衛門の家来の侍A
- 関根大学 - 伊庭の家来の侍B
- 崎津隆介 - 伊庭が率いる根来忍者A
- 甲斐道夫 - 伊庭が率いる根来忍者Bと、石河刑部と戦う伊庭（一部）[8]
- 清家利一 - 伊庭が率いる根来忍者C
- 塩谷庄吾 - 伊庭が率いる根来忍者D
- 稲田龍雄 - 堀田正盛の家来
- 久保田香織 - 矢島局の乗馬[8]
- 卯木浩二 - 多賀谷六兵衛（川への飛び込み、乗馬の一部、火だるま）[8]
- 高良隆志 - 石河の乗馬（一部）、伊庭と戦う石河（一部）[8]
- 佐々木俊彦 - 砥部左平次の乗馬[8]
- 諸鍛冶裕太 - 馬と共に崖を墜落、スタントのリハーサルを担当[8]

- 井上清和
- 西村陽一
- 藤川聡
- 武田滋裕
- 得居寿
- 二宮秀夫
- 中村健人
- 坂本隆
- 奥住英明
- 村上良一
- 辻本良紀
- 野々村仁
- 宮本浩充
- 野中博之

## スタッフ
※エンディングクレジット順
- プロデューサー - 本田達男・厨子稔雄・中山正久
- 原作・脚本 - 中島貞夫・松田寛夫
- 企画 - 日下部五朗
- 撮影 - 北坂清
- 美術 - 井川徳道
- 照明 - 渡辺喜和
- 編集 - 玉木濬夫
- 整音 - 荒川輝彦
- 録音 - 堀池美夫
- 助監督 - 清水彰・萩原将司・南光・山下耕一郎・石川一郎
- 記録 - 森村幸子
- 進行主任 - 野口忠志
- ファイアースタントコーディネーター - ジョージ・フィッシャー
- スチール - 中山健司
- 音楽 - 佐藤勝
- メインテーマ「FAITH OF LOVE」、ファイティングテーマ「YOU GET TO RUN」
- 作詞・作曲 - 高見沢俊彦、編曲・唄 ： THE ALFEE
- 装置 - 広瀬哲三・稲田源兵衛
- 装飾 - 渡辺源三
- 背景 - 西村三郎
- 衣裳 - 森護
- 美粧 - 鳥居清一
- 結髪 - 福本るみ
- 美術助手 - 秋好泰海
- 撮影助手 - 深沢伸行・雨宮良朋・松本嘉通・板野元宣
- 照明助手 - 吉井和夫・沢田敏夫・本田純一・中島淳司・花村浩・鈴木賢一
- 録音助手 - 佐俣マイク・四方裕幸
- 音響助手 - 竹本洋二・和田秀明
- 編集助手 - 永井靖子・寿野俊之
- 装置助手 - 丸井一利
- 装飾助手 - 三木雅彦・加藤強
- 衣装助手 - 片山郁江・古賀博隆
- 美粧助手 - 大村弘二
- 結髪助手 - 小林直美
- 進行 - 下戸聡
- 演技事務 - 佐浪正彦
- 擬斗 - 谷明憲
- アクション助手 - 山岡淳二
- セッティング - 中牟田了・松橋勲・小川敏明
- U.S.コーディネーション - C.E.I., レスリー・カーニー、加藤千代美
- 宣伝チーフ - 松田仁・藤沢正博・西嶋光弘
- 製作宣伝 - 丸国鑑
- キャスティング - 葛原隆康
- スタント＆アクション - ジャパンアクションクラブ (JAC )
- 協力 - ジャパンアクションクラブ、中国電影合作制片公司、（株）東光徳間
- 撮影協力 - 京都下鴨神社・京都大覚寺・永観堂

- アクション監督 兼 伊庭庄左衛門 - 千葉真一
- 監督 - 降旗康男

## 製作

### 企画
1986年暮れから1987年の正月にかけて『白虎隊』(日本テレビ)、『太閤記』(TBS)、『怒涛の将軍徳川家光』（テレビ東京）と、民放各局で大型時代劇ドラマが放映され、1987年のNHK大河ドラマ『独眼竜政宗』も好評を博していたことから、1987年の春に岡田茂東映社長が、高岩淡東映専務兼東映京都撮影所長に「時代劇を久方ぶりに一本やれ」と指示した。岡田は時代劇が一番好きで、「まあ時代劇は東映の伝統芸能だから一本はやろう」と、やっと食指を動かした。
当時の民放の大型時代劇は、ほとんど東映京都撮影所が作っていたが、岡田は「時代劇の場合、やっぱりスーパースターがいる。どう生み出してゆくか。京都撮影所でやると必ず往年の感覚に逆戻りする。時代劇はこういうものです。ジス・イズ・ザ・時代劇、染みついちゃってるから、本もこう、監督もこう、役者組んだら古い顔ぶれが並ぶ。チャンバラの新しいスターを作るなら、役者など追っかけないで剣道のいま達人といわれる若い人の中から、顔もよくてセリフを喋れるような、フレッシュな素材をスカウトしてこい。テレビの時代劇が視聴率を獲ったといっても映画でやるなら、そんなの捨てなきゃダメ。新しいモノを生み出さない限り、時代劇は息を吹き返さない」などと話し、岡田が当時の企画会議で言っていたのは『ランボー』みたいなアクション映画を作れで、「若手を起用してうんと派手なチャンバラ映画にしろ」と指示が出た。
岡田と日下部五朗・佐藤雅夫プロデューサーの三人でプロットが練られ、徳川時代の将軍の跡継ぎの問題で、徳川御三家の嫡子を将軍の意向で江戸に迎える。それを敵対する家の忍者軍団が阻止する。将軍側の忍者軍団がそれを擁護して江戸に上がる東海道五十三次の中での攻防戦となり、ここで日本人だけではなく、韓国の拳法の達人や古武道など中国や香港から本物の武芸者を呼び、日本の武芸者も真田広之などの若手で固め、薬師丸ひろ子など若手女優をいっぱい出して、年寄格で松方弘樹や千葉真一を起用して大掛かりに、アクションづくめの異色大作にしようと決まった。イメージは『十三人の刺客』＋『柳生一族の陰謀』であった。日下部は「ほとんど私がアイデアを出した」と話している。このプロットが決まったのは1987年春で、1987年秋から1988年の春にかけて半年がかりで製作する予定であった。

### 脚本
このプロットで中島貞夫に脚本が発注され、「アクション物に徹してくれ」と指示があった。中島は一人じゃ到底無理と、松田寛夫に共作を頼み、松田が他の仕事を掛かっていたため、先に中島が先行し、松田の手が空いたら共作に入るという条件で引き受けた。中島と松田はアメリカのアクション映画や西部劇を観まくり日本独自のものを取り入れた。シナハンを繰り返したがコース設定に難航するなど脚本に9ヵ月かかった。

### 進行過程
1987年9月の時点での仮タイトルは 『忍びの者たち』で、公開は1988年6月を予定し、『敦煌』の公開に当てようという計画だった。高岩は中国本土の本物の武芸者を出そうと中国に行き、合作公司に頼み、その足で『敦煌』の撮影を見学し、本物の煉瓦や材木を使って本建築で城を作っているのにビックリ。高岩は徳間康快に「あなたは素人だからこんなことが出来るけど、ウチはプロだから怖くてこんな映画は作れない」と言った。しかし徳間の情熱に感心し、帰って岡田社長に「『敦煌』みたいに45億円もいらんけど15億円は使わせて下さい。ウチだけが最近大きな映画を作ってないですから」と訴えた。
岡田は1970年後半は盛んに外部提携を進めたが、10年経って映画を取り巻く環境がガラリと変わり、当時は逆に外部提携をしない、他社のように積極的に外部と組ませない、自前での映画製作の方針を打ち出していた。メディアの多様化が進展し、家庭用ビデオレコーダーの普及で、レンタルビデオ店が急増し、当時で全国1万5000店ともいわれ、映画興行は大きな影響を受け、特に二番館はビデオの影響でたくさん潰れた。ところが東映など大手映画会社はビデオ収入やテレビ放映料などの二次使用で、劇場配給以外の収入が大きくなり、まったく損をしていなかった。また当時はバブル景気で、テレビ局は勿論、電通や商社、大手企業の映画製作の資本投資が大流行していたが、電通の木暮剛平社長は、岡田の東大同期の親友でもあり、電通の映画担当者・入江雄三常務とは、日本アカデミー賞を創設するなど古い付き合いで、スポンサーはいくらでもあり、超大作の製作も可能ではあった。しかしそれらがスポンサーに入ると当然版権を分けなければならず、映画が大好きで金を出したいという人も中にはいるが、大抵は情報産業分野に収益源を求め、映像ソフトとそれに附帯する各種権利を目的としたもので、当時のビデオやディスクメディア、CATV、将来的な衛星放送などのニューメディアの普及を考えると二次使用市場の拡大は必至で、版権を東映一社で持っておいた方が良く、スポンサーからたくさんの出資を受けて超大作を作るより、自前で大作を作る方がよかった。特に東映はビデオ部門（東映ビデオ）が強く、岡田は映画製作は自身が直接イエス、ノーの判断を下し、製作費6～7億円で、水揚げ（配収）6～8億円程度の作品を指向していくという方針を打ち出していた。
岡田は「情勢が非常に厳しいときにあまり冒険はしたくない。損をしない映画を確実に作っていく体制を敷かざるを得ない。映画というソフトをテレビに、あるいはビデオに売るにしても版権が他社のものではどうにもならない。当社自身が作って、版権を持っているからこそ、映画が他のメディア市場に拡大し伸びてゆく。東映グループが成長を続けているのは版権を持っているからです。ビデオが儲かっていると言っても、この主力は映画であり、しかも100%東映がこの版権が握っているから成り立っているんです」などと話していた。
1988年1月5日に岡田の年頭挨拶で、1988年の東映ラインアップの発表があり、この時タイトルが改められ、『激突』に変更された。また公開予定は1988年秋と変更され、1988年の春に1989年の正月映画と変更され公開時期が正式に決まった。『激突』というタイトルは日下部が昔から一回使ってみたいと言っていたタイトルで、題名が決まらず、突然日下部が『激突』はどうだと言い出し、番組に書いていたら何となしに決まったという。

### キャスティング
脚本が進んでないこともあり、1987年9月の時点では監督・役者はすべて未定。決まっていたのは千葉真一のアクション監督だけで、千葉軍団総出演の他、陣内孝則や柴田恭兵ら、東映映画に出始めていたヤングに受ける若手を多く出したいというのが当初の構想だった。高岩は「役者を口説こうと思っても脚本が出来なければ、役者は絶対ウンとは言わないですから、脚本の前のシノプシスが出来た段階で役者に交渉します。ウチは役者を決めるのが一番遅いんです。それでよう集まると思って」などと話している。
緒形拳は『楢山節考』と同じプロデューサーから、「千葉さんと組んで時代劇を撮ってみないか」と言われて出演を承諾したと話している。

### アクション
千葉真一はアクション監督を引き受けるにあたり、日下部プロデューサーにアクション・シーンの全演出とそのシーンの編集を自身が行うことを条件に付けた。当然、降旗康男監督にも了解を得られなければならないが、時間はかかったがOKが出た。
千葉は主演でなく、アクション監督として演出に専念し、多くのアイデアを出した。監督の降旗康男は千葉の演出時には裏方へ回り、「ドラマとアクションが互いに相乗効果となり、千葉ちゃんと私を頭にして、スタッフ・キャストの皆で創り上げた」と語っている。
伊庭庄左衛門役の千葉真一のクレジットタイトルもキャストロールではなくスタッフロールに表記されており、千葉率いるジャパンアクションクラブ (JAC ) の甲斐道夫に伊庭の演技を一部吹き替えさせ、スタント全てをJAC が受け持つようにし、彼らのハードアクションが全編に満載されている。7人のプロフェッショナルには『少林寺2』や『酔拳2』に出演した中華人民共和国の俳優・胡堅強が様々な中国武術を披露し、時代劇初出演の織田裕二、悪役・脇役が中心の成瀬正孝が抜擢された。
千葉はこれまでの東映時代劇にスリリングなアクションやサスペンスを合する内容にしたいという意図で製作しており、危険なシーンの連続であったために俳優・スタントマンに掛けられた保険金は総額4億円に及んだ。千葉は西部劇『ワイルドバンチ』、映画『明日に向って撃て!』、山田風太郎の伝奇小説など、随所にオマージュを盛り込んでいる。加えて千葉自ら演じ・演出したスタントをアレンジして再現されたシーンとして、絶壁から川への飛び込みは『柳生一族の陰謀』、竹をしならせて飛び降り馬を強奪するのは『柳生一族の陰謀』第11話「幻の混血美女」、馬の脇腹に隠れての乗馬は第27話「美女と野獣」、馬の転倒は『戦国自衛隊 (映画)』、峡谷での綱渡りは『影の軍団IV』第17話「魔女三人江戸を裂く」、ロープにぶら下がってブランコのような飛び移りは『燃える勇者』などから踏襲している。乗馬・騎馬では千葉が『戦国自衛隊』で重用したクォーターホースを本作でも再び採用した。全編を網羅する馬は八ヶ岳周辺の牧場などから計1,500頭を調達しており、馬もケガのないよう、転倒シーンでは入念な準備とリハーサルを行い、撮影されている。
海外からもスタッフ・俳優を招聘。『タワーリング・インフェルノ』『炎の少女チャーリー』で、炎に焼かれる人々を手がけたファイアースタントコーディネーターのジョージ・フィッシャーは千葉真一の立ってのリクエストで招かれ、終盤の「人馬もろとも、火だるまになりながら疾走する」というアクション効果を担当した。日本映画として初の試みで、スタントは卯木浩二が行っている。JAC 所属の真矢武と浅利俊博のみが全て自分で演じている。

## ロケ地
東映京都撮影所のほか、城陽市のオープンセット・富士山の麓（御殿場）・弘法池近辺にある手取渓谷・姥ケ滝・宇曽川・京都下鴨神社・京都大覚寺・永観堂など各地でロケーション撮影が行われた。

## 音楽
東映京都の若手プロデュースの推薦で、THE ALFEEの「FAITH OF LOVE」が起用された。主題歌・挿入歌を担当した高見沢俊彦は映画『魔界転生』の天草四郎の格好で宣伝したが、本作と内容の繋がりはない。

## タイトル
タイトルは最初が『忍びの者たち』で、その後『激突』と変更されたが“将軍家光の乱心”を岡田社長が付け加えた。劇場予告をした時にはタイトルが『激突 将軍家光の乱心』と表示されている。　

## 製作費
製作費は5億円だったが、アクションに凝ったために足りなくなった分をTBSが2億円出して、7億円を計上していると日下部は話しているが、15億円と書かれたものもある。 
高岩は「通常の倍」、『柳生一族の陰謀』の四倍以上かけていると話している。TBSがお金を出したのは当時東映京都撮影所が全テレビ局と時代劇製作を盛んにやっていたため、TBSに応援という形で入ってもらった、テレビ局と組むのは初めてと高岩は話している。

## 作品の評価

### 興行
- 試写では関係者から『これは客が入る』と上々の評価で[2]、評論家筋の評価も高かったが[23]、日下部五朗は「公開は平成が始まって1週間後のことで昭和天皇の崩御と重なり、世の自粛ムードと合わなかったために国内興行は芳しくなかった。しかしビデオ化の収入で収益はイーブンまで取り戻した」と評している[2]。『キネマ旬報』は「大喪の礼の日にほとんどの映画館が終日休業したぐらいで、映画興行の影響は特になかったと思う。映画興行にとってはビデオの影響がまだまだ強い」と評している[48]。
- 高岩淡は「製作費は通常の倍をかけたが、若年層がくると思って期待していたら、平均年齢は34～35歳と高くなり、一番心配した方向に行ってしまって、若者が振り向かなくなったのは企画のせいもあるでしょうけど、映画離れして、ビデオに走ってしまったのが原因があると思う」などと話している[23]。

### 作品評
- 緒形拳は「『楢山節考』と同じプロデューサーから、『柳生一族の陰謀』の二番煎じをやりたいと言われて、ダメだろうなと思った。そもそも大当たりをとった映画でもう一本当てたいなんて思った時点でダメ。ただ千葉真一と組んづほぐれつはいいかなぁと思ったんだけど、実際は子供を抱えて、ただ馬の上で走っているだけで。あの頃CGとかは考えられないからね。ブルーバックで撮って、川の上を走るシーンで影がみんな出ちゃって。ラッシュ見た時、呆然としちゃった。これ実際に映画館でやるわけ？そこが少し恥ずかしかったかな。信じられないと思って(笑)。恥ずかしいよ『激突』っていうのは。ところどころ映像としては面白いんだけど。爽快感にちょっと欠けてたところもあった」などと評している[34]。
- 浜野優は「降旗康男久々の活劇であり、ヘンな思い入れやモダニズムから吹っ切れた、痛快な娯楽作品になっている。スピーディに展開する時代劇アクションの興奮も久しぶりに味わう体験である。チャンバラ映画の復活を謳って登場したこの作品、心強いかぎりである。第二、第三の面白い時代劇の登場が待ちどおしい」などと評価している[49]。
- 朝日新聞は「東映久しぶりの時代劇『激突―将軍家光の乱心』は、アクションが見せる。仕掛けの大きさといい、工夫といい、スピードといい、日本映画にはかつてないすごさだ。アクション監督・千葉真一の手柄だろう。ところが、お話の方はいただけない。将軍職をめぐって、竹千代擁立派の緒形拳一派と千葉らの刺客団が激突するが、人物の描き方が半端だし、道中のサスペンスはさっぱりだし、エピローグはしらけさせるし、といった塩梅だ」などと評している[50]。
- 日本経済新聞は「『将軍家光の乱心・激突』は、日本映画としては久しぶりに『どうしたら面白い活劇を見せられるか』という作り手たちの意気込みが画面から伝わってくる作品だ。目論見が全部成功しているといは言えないかも知れないが、意気込みがうかがえるだけでも最近の邦画では珍しい。立ち回りから活劇シーンへ移る物語のテンポも快調で、チャンバラ映画というよりアメリカの冒険アクションに近いノン・ストップ感覚を備えた作品になっている。もっとも家光の乱心の模様など江戸城内の描き方がマンガ的なのをはじめ、登場人物の人間描写は奥行きに欠けるが、アクションに徹したこの映画にそれを求めるのは無理というものだろう」などと評した[51]。

## 媒体
国内公開直前にメイキングビデオ
- 千葉真一『なんだ、こいつら。JACスーパーアクション in 激突』（Color）（VHS）東映ビデオ、1989年1月13日。

が販売され、その後作品はVHSと、2002年7月21日と2009年10月21日のDVDがそれぞれリリースされている。
日本公開の同年に原作小池一夫、作画小島剛夕で勁文社よりコミックが、2009年1月には小池書院から再版された。
特に家光の人物像と終盤の展開に大きな相違があり、お万は竹千代を守護したのが刑部と悟り、その意を遂げさせるため自ら毒杯をあおる。奥の間で焦燥露わに阿部を詰問する家光は将軍としての重責と苦悩を吐露、「竹千代を将軍継嗣から除け」という命令の真意は、将軍家から離し自由に生きさせたという親心を、阿部が自身に都合のいい継嗣を望む野心から暗殺指令と曲解していたと判明する。家光は阿部を手討ちしようとするが、もみ合いのうちに刺される。乱心する阿部は竹千代も手にかけようとするが、矢島の懐剣にあえなく倒れる。瀕死の家光は、竹千代を不憫に思っていたという本心を伝え、将軍として強くあれと言い遺す。竹千代は刑部が示した強い心を持って父の遺志に応えると誓うのだった。
- 勁文社版 - 『激突』上下巻
- 小池書院版 - 『徳川家光の乱心・激突』全1巻 ISBN 978-4862254054
- グループ・ゼロ版 - 勁文社版を底本とした電子書籍版